# Roosevelt (Utah)
Roosevelt város az USA Utah államában,  Duchesne megyében. Lakosainak száma 6747 fő (2020. április 1.).

## Népesség
A település népességének változása:

| 2010 | 6 046 |
| 2020 | 6 747 |